# Richebourg-l'Avoué
Richebourg-l'Avoué is een plaats en voormalige gemeente in het Franse departement Pas-de-Calais in de regio Hauts-de-France. De plaats maakt deel uit van het arrondissement Béthune.

## Geschiedenis
Richebourg-l'Avoué fuseerde op 21 februari 1971 met Richebourg-Saint-Vaast tot de gemeente Richebourg.
Die oude tweedeling van het dorp, dat fysisch eigenlijk een geheel vormt, was een restant uit feodale tijden, toen de ene helft behoorde aan de Sint-Vaastabdij van Atrecht en de andere aan de heren van Béthune, voogden of wereldlijke beschermers (Frans : avoués) van die abdij.

## Bezienswaardigheden
- Église Saint-Laurent
- Rue-des-Berceaux Military Cemetery met meer dan 400 Britse gesneuvelden uit de Eerste Wereldoorlog.

## Geboren in Richebourg
- Géry Leuliet (1910-2015), rooms-katholiek bisschop.